# Municipio de Glover
El municipio de Glover (en inglés: Glover Township) es un municipio ubicado en el condado de Edmunds en el estado estadounidense de Dakota del Sur. En el año 2010 tenía una población de 48 habitantes y una densidad poblacional de 0,51 personas por km².

## Geografía
El municipio de Glover se encuentra ubicado en las coordenadas 45°22′59″N 99°23′26″O / 45.38306, -99.39056. Según la Oficina del Censo de los Estados Unidos, el municipio tiene una superficie total de 93.34 km², de la cual 88,6 km² corresponden a tierra firme y (5,09 %) 4,75 km² es agua.

## Demografía
Según el censo de 2010, había 48 personas residiendo en el municipio de Glover. La densidad de población era de 0,51 hab./km². De los 48 habitantes, el municipio de Glover estaba compuesto por el 100 % blancos. Del total de la población el 0 % eran hispanos o latinos de cualquier raza.